# دام عشق (فیلم ۱۹۴۰)
دام عشق (ایتالیایی: Trappola d'amore) یک فیلم کمدی ایتالیایی به کارگردانی رافائلو ماتاراتسو است که در سال ۱۹۴۰ منتشر شد.

## گزیدهٔ بازیگران
- جوزپه پورلی
- کلودیو گورا
- پائولو استوپا
- لیا اورلاندینی
- اسوالدو والنتی
- کارلا کاندیانی